# Santiago López de Rego y Labarta
Santiago López de Rego y Labarta SI (ur. 3 marca 1869 w Santiago de Compostela, zm. 23 sierpnia 1941) – hiszpański duchowny rzymskokatolicki, jezuita, misjonarz, biskup, wikariusz apostolski Marianów, Karolinów i Wysp Marshalla.

## Biografia
Santiago López de Rego y Labarta urodził się 3 marca 1869 w Santiago de Compostela w Hiszpanii. 30 sierpnia 1903 otrzymał święcenia prezbiteriatu i został kapłanem Towarzystwa Jezusowego.
25 maja 1923 papież Pius XI mianował go wikariuszem apostolskim Marianów, Karolinów i Wysp Marshalla oraz biskupem tytularnym Dionysiopolis. 26 sierpnia 1923 w Tokio przyjął sakrę biskupią z rąk delegata apostolskiego w Japonii abpa Mario Giardiniego B. Współkonsekratorem był arcybiskup tokijski Jean-Pierre Rey MEP. Towarzyszył im prefekt apostolski Sapporo o. Wenceslaus Kinold OFM.
29 października 1938 przeszedł na emeryturę. Administrował wikariatem do 30 maja 1939, gdy wyjechał do Hiszpanii. Zmarł 23 sierpnia 1941 w wyniku obrażeń odniesionych w wypadku samochodowym.